# Пекински национален закрит стадион
Пекинският национален закрит стадион е спортно съоръжение в комплекса Олимпик Грийн в Пекин, Китай.
Построен е специално за олимпиадата в Пекин през 2008 г. Има капацитет от 19 000 души.
Предвидено е по време на олимпийските игри в него да се провеждат състезания по спортна гимнастика и хандбал, а след игрите да служи като мвогофункциоанална сграда, за спортни събития и тренировки или културни мероприятия.